# Robert Bylot
Robert Bylot war ein englischer Seefahrer und Entdecker des 17. Jahrhunderts. Er war von 1610 bis 1616 als Schiffsoffizier, Steuermann und Kapitän an fünf Expeditionen beteiligt, die nach der Nordwestpassage suchten und dabei Küsten, Meerengen und Meeresarme der kanadischen Arktis erkundeten und kartierten.

## Leben
Über Bylots Herkunft, Kindheit und Jugend ist kaum etwas bekannt. Er taucht erst auf, als er Offizier auf Henry Hudsons Entdeckungsreise mit der Discovery war. Durch die Hudsonstraße wurde am 2. August 1610 erstmals die Hudson Bay erreicht, aber in der James Bay fror das Schiff im November im Eis ein. Nach der ersten Überwinterung von Europäern in der kanadischen Arktis wollte Hudson die Fahrt anscheinend fortsetzen, was zur Meuterei eines Teils der Mannschaft und zur Aussetzung des Kapitäns in der James Bay führte. Nachdem der Anführer der Meuterei auf den Digges Islands von einem Inuit getötet worden war, brachte Bylot das Schiff zurück nach England. Er erreichte die irische Küste mit sieben weiteren Überlebenden am 6. September 1611. Die anschließende Untersuchung entlastete ihn von dem Vorwurf, an der Meuterei beteiligt gewesen zu sein, wobei sein vermeintliches Wissen um die Nordwestpassage eine Rolle gespielt haben könnte.

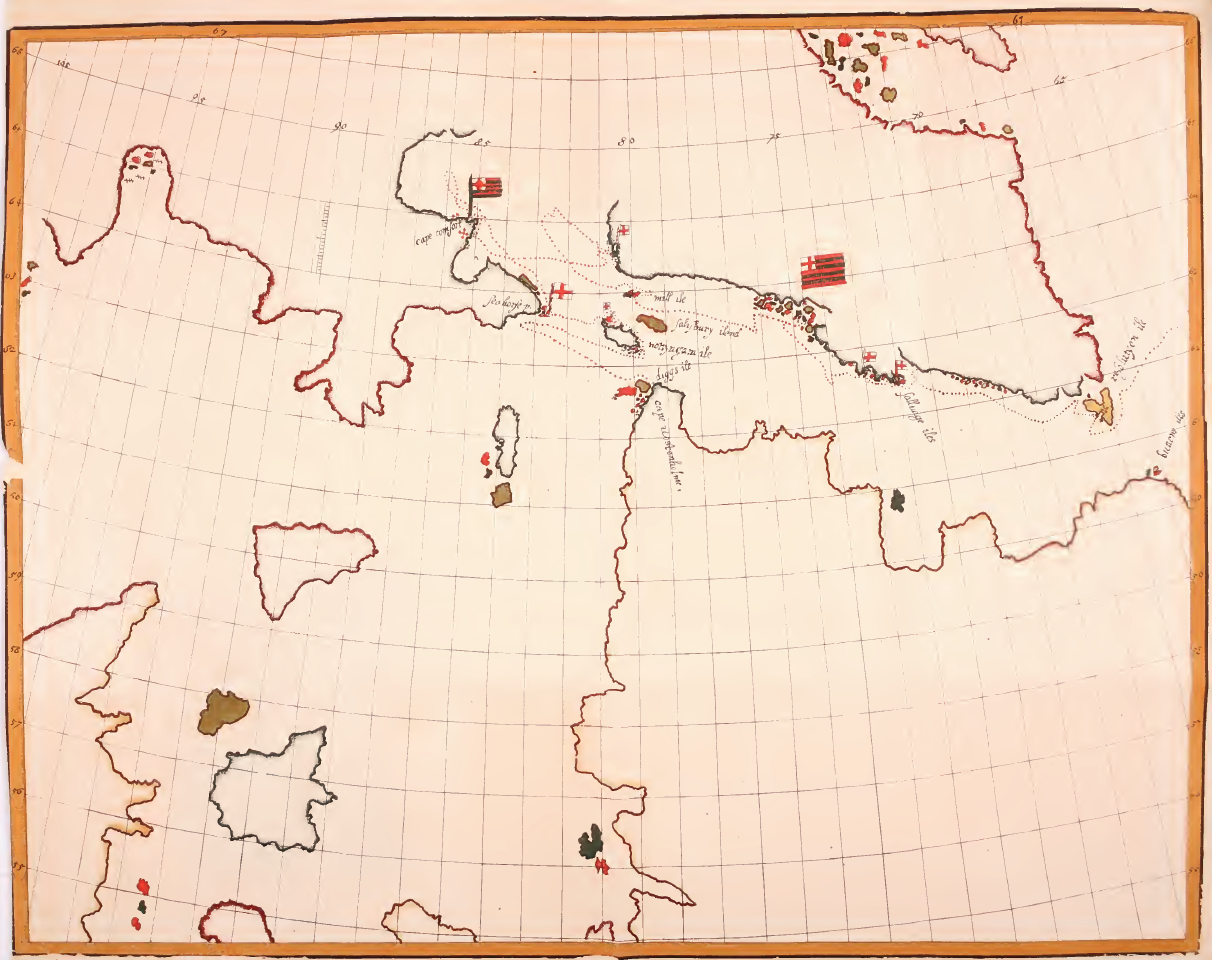
Baffins Karte der Reise durch die Hudsonstraße (1615)

Bereits 1612 segelte er unter dem Befehl von Thomas Button mit den Schiffen Resolution und Discovery erneut in die Hudson Bay. Button suchte an deren Westküste erfolglos nach einer Einfahrt in die Nordwestpassage. Nach ihrer Überwinterung an der Mündung des Nelson River, die viele Männer das Leben kostete, und dem Verlust der Resolution im Frühjahr 1613, trat die Expedition mit der Discovery die Heimfahrt an. Ein Jahr später nahm Bylot an der gescheiterten Expedition des William Gibbons teil, die vorzeitig nach England zurückkehrte, da die Hudsonstraße von einer Eisbarriere versperrt war.
1615 wurde Robert Bylot das Kommando über die Discovery für eine weitere Reise zur Entdeckung der Nordwestpassage erteilt. Mit seinem Steuermann William Baffin passierte er die Hudsonstraße und kartierte die Südküste der Baffin-Insel. Nördlich der Southampton-Insel kamen sie durch die Beobachtung der Gezeiten zu dem Schluss, mit dem Foxe-Becken ein abgeschlossenes Gewässer erreicht zu haben, das nicht Teil der gesuchten Passage sein könne. Statt in der Hudson Bay sei die Suche vielmehr im Bereich der Davisstraße fortzusetzen.
1616 traten Bylot und Baffin ihre zweite gemeinsame Reise mit der Discovery an. Das Schiff verließ die englische Hafenstadt Gravesend am 26. März und ging bereits am 20. Mai vor der Disko-Insel an der Ostküste Grönlands vor Anker, um noch einmal Proviant aufzunehmen. Weiter der grönländischen Küste folgend passierten sie zehn Tage später den nördlichsten Punkt, den John Davis 1587 erreicht hatte. Am 5. Juli entdeckten sie an der nördlichsten von ihnen erreichten Position bei 77° 45' N die Einfahrt von der Baffin Bay in den Smithsund. Bylot und Baffin entdeckten anschließend auch den Jones- und den Lancastersund und kartierten die Nordküste der Baffin-Insel.
Der Bericht Baffins über die geographischen Entdeckungen der Reise wurde stark zensiert veröffentlicht, wohl um Konkurrenten davon abzuhalten, in der Baffin Bay nach der Nordwestpassage zu suchen, und zunehmend auch angezweifelt. Erst 200 Jahre später erreichte wieder eine Expedition die Baffin Bay. Ihr Leiter, Sir John Ross, bestätigte die Genauigkeit der Karten der Bylot-Baffin-Expedition. Obwohl Bylot sie geleitet hatte, fiel der Ruhm vor allem William Baffin zu. An Robert Bylot erinnern in Kanada heute die Bylot-Insel an der Einfahrt in den Lancastersund, der See Lac Bylot auf der Ungava-Halbinsel und Cape Bylot im Norden der Southampton-Insel.